# Lijst van elektronische technologie gebruikt tijdens de Tweede Wereldoorlog
Dit is een lijst van elektronische technologie gebruikt tijdens de Tweede Wereldoorlog door de geallieerden en de asmogendheden.

## A
- Airborne Cigar (A.B.C.) - stoorzender die frequenties van Duitse nachtjagers stoorde. Het 101e eskader Lancasters (101 Sqn Lancasters) nam een achtste bemanningslid mee voor deze taak.

## B
- Berlin - Duitse nachtdoelzoekradar, geïntroduceerd in april 1945, die de 9-cm-frequentieband gebruikt.
- Boozer - Brits waarschuwingssysteem dat werd geïnstalleerd in de staart van de bommenwerpers vanaf 1943. Het gaf de bemanning de waarschuwing of ze werden geviseerd door Duitse jachtvliegtuigen met FuG 202/212-radarsystemen of de Würzburg-radar.

## C
- Carpet - stoorzenders gericht naar de Duitse Würzburg radarsystemen die werkte in de 300-600 MHz band en werd gebruikt als Grond-Gecontroleerde- of antiluchtafweerradar.
- Cigar (later Ground Cigar genaamd) - vroegere grondversie Airborne Cigar.
- Chaff - Amerikaanse benaming voor het uitstrooien van metalen deeltjes of aluminiumpapier boven een gebied waardoor een radarsysteem werd gestoord. De Engelse benaming is Window, de Duitse benaming is Düppel.
- Corona - Radio-uitzendingen van RAF-groep nr. 100 om Duitse vliegtuigaanvallen te storen.
- Chain Home radar - Brits systeem van grondradars gebruikt om de Duitse vliegtuigen te detecteren tijdens de Slag om Engeland.

## D
- Dina - Een Amerikaans systeem om vijandelijke luchtinterceptiesystemen te storen. Het toestel werd gedragen door het leidend vliegtuig en produceerde een conische storing waardoor de stroom bommenwerpers zich achter het leidend vliegtuig kon schuilen. Staat ook bekend als Piperack.
- Düppel - Duitse benaming voor het uitstrooien van metalen deeltjes of aluminiumpapier boven een gebied waardoor een radarsysteem werd gestoord. De Engelse benaming is Window, de Amerikaanse benaming is Chaff.

## F
- Fishpond - een vroeg radarwaarschuwingssysteem tegen jachtvliegtuigen dat begin 1944 in bepaalde Britse bommenwerpers werd gemonteerd.
- Flensburg - Duits radarsysteem in nachtjagers gemonteerd om de Britse Monica-radio-uitzendingen te detecteren.
- Freya - Duits grond-lucht-zoekradar.

## G
- Gardening - Term voor een militaire operatie van de RAF waarbij mijnen werden gedropt in strategische zeeroutes. De cryptoanalisten uit Bletchley Park gebruikte Duitse rapporten m.b.t. de gardening-operaties om de Enigma-radio-uitzendingen te ontcijferen.
- G-H (navigatie) - Brits radionavigatiesysteem om de doelen voor bombardementen blind te kunnen vinden.
- Gee (navigatie) - Brits navigatiesysteem dat vliegtuigen of schepen tot hun bestemming moest leiden. Het is ook bekend als het systeem AMES Type 7000 of onder de schuilnaam Goon-doos en was het eerste van drie navigatiesystemen dat door de RAF Bomber Command in dienst werd genomen. Gee was tevens de basis voor het Amerikaanse LORAN-systeem.

## H
- H2S radar - Britse radar gebruikt in de RAF bommenwerpers om tijdens nachtvluchten of slechte zichtbaarheid de gronddoelen te identificeren op een elektronische kaart.
- H2X radar - Amerikaanse gronddoelradar gebaseerd op het Britse H2S-radarsysteem.
- Himmelbett - Duitse methode die door nachtjagers (vliegtuigen) werd gebruikt om geallieerde vliegtuigen op te sporen.
- Huff-Duff - Bijnaam voor de technische term HF/DF (Engels: High Frequency/Direction Finding). Het was een geallieerde richtingszoeker door het gebruik van hoogfrequente signalen.

## I
- IFF - Identification Friend or Foe, systeem gebruikt om eigen vliegtuigen van die van de vijand te kunnen onderscheiden.

## J
- Jostle - Krachtige zender die een continu stoorsignaal naar de Duitse frequenties uitstuurde en gemonteerd werd in afgesloten koepels op de B-17 en B-24 vliegtuigen uit RAF-groep nr. 100.

## K
- Knickebein (navigatie) - Duits navigatiehulp voor vliegtuigen op basis van een dubbele radarstraal, gebruikt vanaf het begin 1940.

## L
- Lichtenstein (radar) - Duits radarsysteem gebruikt in nachtjagers, geïntroduceerd in 1941-1942.
- Lorenz (navigatie) - Duitse radar gebruikt als navigatiesysteem voor landingen tijdens nachtvluchten of slechte zichtbaarheid.
- LORAN - Amerikaans navigatiesysteem gebaseerd op het Britse Gee-navigatiesysteem.

## M
- Mandrel - Systeem dat zowel op grond als in de lucht werd toegepast om de vijandelijke luchtdetectieradarsystemen (Freya- en Würzburg-radars) te storen. Werd in december 1942 in dienst genomen en tevens gebruikt door RAF-groep nr. 100.
- Monica (radar) - Waarschuwingsradar tegen Duitse jachtvliegtuigen dat werd gemonteerd in de staart van de Britse bommenwerpers. Het werd voor het eerst gemonteerd in de loop van 1943 in de zwaarste bommenwerpers om deze een waarschuwingssysteem te geven tegen jachtvliegtuigen die hen achtervolgde. Het systeem werd in de loop van 1944 uit dienst genomen wanneer de Britten ontdekten dat Monica kon worden gedetecteerd door de Duitse FuG227 Flensburg detectieradar.

## N
- Naxos-radardetector - Duits detectiesysteem van de Britse H2S-signalen.
- Neptun - Duitse radar voor jachtvliegtuigen die werd geïntroduceerd in de 2e helft van 1944.
- Newhaven - Britse radar gebaseerd op het H2S-systeem waarbij de gronddoelen tijdens nachtvluchten of slechte zichtbaarheid worden geïdentificeerd en gemarkeerd op een elektronische kaart.

## O
- Oboe - Britse navigatiehulp voor vliegtuigen op basis van een dubbele radarstraalgelijkaardig aan het Duits systeem Knickebein.

## P
- Paramatta - doelmarkeersysteem met behulp van willekeurig gedropte grondmarkeerders en vooraf met musical indien de vliegtuigen werden geleid door Oboe.
- Perfectos - Toestel dat werd meegedragen door de Mosquito nachtjagers gericht naar het Duits vriend-vijand-identificatiesysteem (IFF - Identify-Friend-Foe)waarbij een richting werd een aangegeven.
- Piperack - Een Amerikaans systeem om vijandelijke luchtinterceptiesystemen te storen. Het systeem werd gedragen door het leidend vliegtuig en produceerde een conische storing waardoor de stroom bommenwerpers zich achter het leidend vliegtuig kon verschuilen. Staat ook bekend als Dina.

## S
- Shiver - stoorzenders gericht naar de Duitse GCI en GL Würzburg radarsystemen die een continu geschokt signaal uitstuurde.
- Serrate - Geallieerd detectiesysteem die de richting aangaf van Duitse nachtjagers die gebruik maakte van de Lichtenstein interceptieradar. Het systeem werd gebruikt door de Mosquito-vliegtuigen van RAF-groep nr. 100 en het RAF fighter Command (ADBG).

## T
- Tinsel - Britse techniek om het motorgeluid van de Britse bommenwerpers op te nemen met microfoons en dit audiosignaal versterkt uit te zenden in de vijandelijke frequenties zodat de Duitse nachtjagers werden gehinderd
- Tuba - Techniek om vijandelijke luchtdetectieradarsystemen te storen.

## V
- Village Inn - Brits radarsysteem die in de staartkoepel van enkele Lancasters werd gemonteerd in 1944.

## W
- Wanganui - Doelmarkeersysteem.
- Window - strepen aluminiumfolie die door de Britten werden gedropt om de Duitse radar te ontregelen.
- Würzburg (radar) - Duitse doelvolgradar waarbij de antenne een gedetecteerd doel continu volgt en een eigen anti-vliegtuigkanon kan aansturen.
- Wilde Sau (Nederlands: Wilde Beer) - Duitse tactiek om hun jachtvliegtuigen door middel van een lichtbaken (zoeklichten) naar de geallieerde bommenwerpers te begeleiden.

## X
- X-Gerät (navigatie), Y-Gerät (navigatie) - Duits bommengeleidinssysteem met behulp van radiostralen.

## Z
- Zahme Sau (Nederlands: Tamme Beer) - Duitse tactiek waarbij jachtvliegtuigen hun eigen radar gebruikte om zich naar geallieerde bommenwerpers te begeven.